# اپیرام
اپیرام (به انگلیسی: Aperam) شرکت فولاد لوکزامبورگی است، که دارای عملیات در کشورهای برزیل، بلژیک و فرانسه بوده و تمرکز اصلی آن بر تولید و ارائه فولاد ضدزنگ معطوف می‌باشد.
این شرکت تا پیش از سال ۲۰۱۱ به‌عنوان یک شرکت تابعه از شرکت آرسلور میتال محسوب می‌شد و در ابتدای سال ۲۰۱۱ از شرکت آرسلور میتال جدا شد و به‌عنوان یک شرکت مستقل ثبت گردید. شرکت اپیرام در سال ۲۰۰۹ در حدود ۲۷٪ از کل بازار فروش فولاد ضدزنگ جهان را به خود اختصاص داده بود.
بخشی از سهام شرکت اپیرام در بازارهای بورس یورونکست آمستردام و بورس لوکزامبورگ معامله می‌شود.